# David Muñoz Pueyo
David Muñoz Pueyo (Zaragoza, Aragón, España, 9 de julio de 1997),  abogado y futbolista español, actualmente en la Tercera División RFEF.

## Trayectoria
Formado en las categorías inferiores del Olivar y Real Zaragoza, realiza la pretemporada en verano de 2014 con el equipo blanquillo debido a la falta de jugadores en el primer equipo, durante la que disputa varios encuentros amistosos. En esta pretemporada cabe recordar que se produce una crisis en la dirección del Real Zaragoza, durante la que una directiva efímera y la anterior provocan la casi definitiva desaparición del club. En esta situación el entrenador del primer equipo Víctor Muñoz se ve obligado a tirar de jugadores de categorías inferiores para tener suficientes efectivos en la pretemporada y de cara al inicio de liga, oportunidad que será aprovechada por otros juveniles como Vallejo o Sergio Gil.
Perteneciendo todavía al equipo juvenil del Real Zaragoza, y sin haber pasado por el filial del mismo, debuta el 23 de agosto de 2014 en el primer encuentro liguero contra el Recreativo de Huelva en el Nuevo Colombino. Saldría al campo como titular en el once con el dorsal número 29 y sería sustituido en el minuto sesenta y cuatro por Lucas Porcar; dicho encuentro finalizaría con empate a cero. Continuaría jugando durante las primeras semanas en el primer equipo disputando en total 3 partidos de Liga y 1 de Copa con la elástica blanquilla, todos ellos como titular, para luego pasar a tener actuaciones esporádicas con el filial, volviendo a jugar en la categoría de su edad, el equipo Juvenil División de Honor del Real Zaragoza.

## Clubes
| Club               | País   | Año       |
| ------------------ | ------ | --------- |
| Real Zaragoza "B"  | España | 2014-2015 |
| Real Zaragoza      | España | 2015      |
| Atlético Malagueño | España | 2015-2017 |
| U. D. Logroñés "B" | España | 2017-2018 |
| A. D. San Juan     | España | 2018-2019 |
| C. D. Sariñena     | España | 2019-2020 |
| A. D. Sabiñánigo   | España | 2020-2021 |
| C. F. Calamocha    | España | 2021-2022 |
| C. D. Cuarte       | España | 2022-2023 |